# 南木曽町立読書小学校
南木曽町立読書小学校（なぎそちょうりつ よみかきしょうがっこう）は、かつて長野県木曽郡南木曽町読書にあった公立小学校。2007年3月をもって、新「南木曽小学校」に統合された。

## 沿革

### 年表
- 1873年4月 - 三留野学校を等覚寺が創立。
- 1874年4月 - 与川、柿其に支校を設置。
- 1892年4月 - 読書村立三留野尋常学校に改称。
- 1910年4月 - 読書尋常高等小学校に改称。
- 1947年4月 - 読書村立読書小学校に改称。
- 1961年4月 - 南木曽町立読書小学校に改称。
- 2007年3月 - 統廃合により閉校。

## 校歌
- 作曲: 長谷川良夫
- 作詞: 酒井朝彦

## 主な進学先
- 南木曽町立南木曽中学校